# Сватовство по-русски

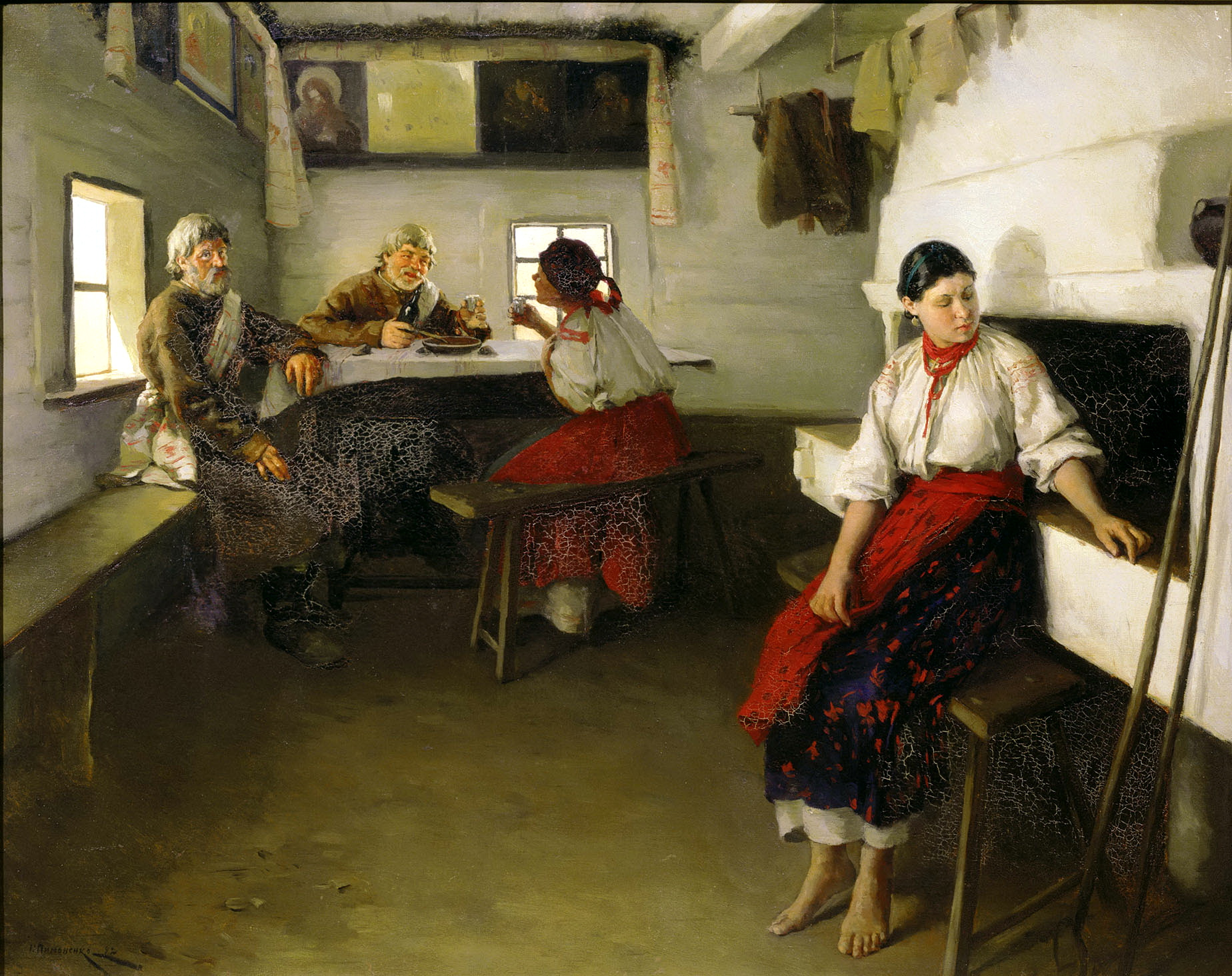
Н. К. Пимоненко. «Сваты». 1882. Холст, масло. Краснодарский краевой художественный музей им. Ф. А. Коваленко, Екатеринодар.

Сватовство́ по-ру́сски — в русских свадебных обрядах начальная церемония сговора свадебного, в ходе которой сторона жениха при посредничестве свата предлагала родителям невесты выдать их дочь замуж. Все обрядовые действия и условия совершения сватовства подчинены главной цели — получению согласия на брак.
В старину на Руси самым распространённым способом заключения договорённости между семьями о браке было сватовство.
В толковом словаре Даля сказано: «Сватовство, сватанье, предложенье девице, а более родителям её, отдать её замуж за такого-то».
Обряды сватовства, сговора и свадебного пира проводились уже в VII—IX веках, постепенно к ним добавились и другие. После принятия христианства получили распространение обручение и венчание.

## Сваты
Сватать невесту могли как родственники жениха, так и приглашённые со стороны лица, которым родители жениха доверяли эту роль. Из родственников чаще выступал в этой роли отец жениха и крёстный, реже — родная мать и крёстная. Часто сватом бывал дядя, иногда, редко сестра ходила сватать. Часто со сватами в дом невесты шёл и сам жених. У восточных славян сват-мужчина известен повсеместно, сваха-женщина встречается в центральной России, в Среднем и Нижнем Поволжье. В сватовстве обычно принимал участие отец жениха и другие родственники. При выборе свата особое значение придавали таким качествам, как красноречие, знание традиций, приговоров и прибауток, остроумие и удальство, а также солидность и авторитет среди односельчан. Сват шёл сватать в нарядной, праздничной одежде, в бараньем тулупе, не покрытом сукном, в поддёвке из синего сукна, в оплеухе — круглой шапке с длинными висячими ушами (с.-рус.), в красном кушаке или поясе (с.-рус, бел.), с рушником или платком через плечо; сваха — с повязанным на голове белым полотенцем или в больших платках на голове; в валенках и шубах, независимо от времени года. С собой у свата была палка в руке, ухват; у свахи — женский повойник или чепец, чтобы «обабить» девушку (с.-рус.), замок в кармане, запираемый после договора в знак его нерасторжимости и др. Перед тем как идти сватать невесту, сват совершал рукобитье с женихом и его родителями, родители жениха угощали сватов и благословляли, в Олонецкой губернии каждый сват должен был съесть немного соли. Перед отъездом вся семья жениха и сваты садились на лавку, затем вставали из-за стола и молились или молились на улице лицом к церкви. Для удачного сватовства сваха садилась на лавку вдоль половиц и молилась, опутывала стол верёвкой, чтобы невеста «никуда не делась».
Сваты старались прийти в дом невесты незаметно для соседей, иногда в сумерках, чтобы избежать насмешек в случае отказа, поэтому время выезда и направление пути сохранялось в тайне. В России сваты выезжали через задние ворота, направлялись сначала в противоположную сторону, ехали окружными путями, заезжали к знакомым, чтобы никто не догадался о цели приезда. Для сватов запрягали лучших лошадей, в праздничной упряжке, обязательно на жеребце (кобылу не запрягали), в лучшей повозке. В пути старались ни с кем не разговаривать, и любая встреча считалась плохой приметой, особенно боялись повстречать старую деву. Обычно сваты, войдя в дом, поворачивались к красному углу, молились и затем кланялись родителям; не здоровались за руку, не раздевались; останавливались у порога или у дверей, не заходили за матицу; стоя сообщали намёками о цели своего прихода и вступали в переговоры; не садились и не снимали верхней одежды, пока им не предлагали сесть или пока они не сосватают невесту; садились на скамью в задней половине избы или на лавку в угол под иконы.
Свахам в предсвадебных обрядах отводилась особая роль. «Подруги косу плетут на часок, а свахи на век». Обычно они играли роль посредников за определённое вознаграждение. В их обязанности входило не только само сватовство, но и нередко выбор самой невесты из подходящих кандидатур. Сваха должна была разузнавать о том, какое приданое даётся за невестой и в чём оно состоит. Кроме того, через сваху жених узнавал подробности об облике и характере невесты, которую в некоторых случаях мог видеть открыто только в день свадьбы.
Сватовство среди некоторых дисапорных духовных христианских конфессий (сектанты) Северной Америки (духоборцев, Молокане) называется чаепитием, или просто чаепитием.

## Описание обряда

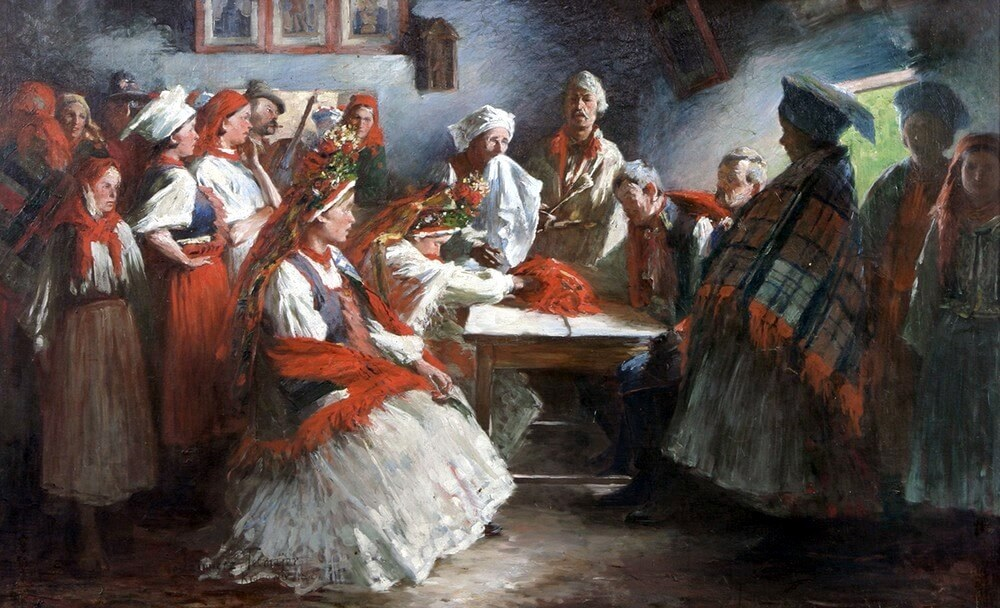
В. Тетмайер. Сватовство. 1895

Со сватовством был связан целый ряд примет и предварительных обрядовых действий. Неблагоприятными днями для сватовства считались постные дни: среда и пятница. Исключалась из свадебных и масленичная неделя. Существовала даже поговорка: «На маслену жениться — с бедой породниться». Сватать старались приходить после захода солнца, чтобы не было сглаза. Сваты старались по дороге ни с кем не встречаться и не разговаривать. После их ухода кто-либо из домашних (обычно женщины) связывал все кочерги и ухваты вместе — для удачи в деле.
Войдя в дом, садились только под матицу. Сваты сначала заводили разговор на посторонние темы и лишь затем переходили к сватовству. Разговор начинали издалека, в иносказательной форме: «Ищем овечку, не заблудилась ли», «у вас товар, у нас купец» и т. д. Родители невесты обычно с ответом не спешили.